# Caecilia corpulenta
Caecilia corpulenta е вид безкрако земноводно от семейство Caeciliidae.

## Разпространение
Видът е разпространен в Колумбия.